# Monte Urano (Abruzzo)
Il monte Urano è una montagna di circa 1200 m s.l.m. facente parte dell'Appennino abruzzese, situato nella valle Subequana, in provincia dell'Aquila,  dividendo tale valle dalla valle Peligna.

## Descrizione
Il monte era conosciuto e frequentato dall'uomo dal tardo neolitico sino ad oggi, ne sono importanti testimonianze di ricerche sul territorio. Il versante sud-ovest scende verso la valle Subequana con pendenze presso a poco variabili mentre il versante nord-est scende con una notevole inclinazione verso il fiume Aterno, nel tratto delle gole di San Venanzio dove il fiume ha creato un canyon. Il monte Urano presenta diverse fratture del mantello terrestre e ha una presenza elevate di faglie sismiche attive ed importanti, fa parte del parco regionale naturale del Sirente-Velino e conserva innumerevoli importanti forme di vita tipicamente appenniniche.  Oltre ai pascoli montani, sul versante subequano ospita fondi agricoli adibiti alla coltivazione di cereali e frutti.